# Nešto lijepo treba da se desi
Nešto lijepo treba da se desi četvrti je studijski album grupe Merlin iz 1989. godine u izdanju diskografske kuće Diskoton. Pjesme su pripremane u studijima "Blap", "Vog", "Boris"i "Jaka". Album je snimljen u veljači 1989. godine u studiju 1 "RTV Sarajevo" i jedan je od najprodavanijih albuma svih vremena iz bivše Jugoslavije.

## Popis pjesama
| Broj | Pjesma                            | Autor | Producent   |
| ---- | --------------------------------- | --- | ----------- |
| 1    | Mjesečina                         | Jim Brown, Robin Campbell, Earl Falconer, Norman Hassan, Brian Travers, Ali Campbell, Michael Virtue, Terrence Wilson, Goran Macuzic, Dino Merlin | Dino Merlin |
| 2    | Bosnom behar probeharao           | Dino Merlin | Dino Merlin |
| 3    | Zar je to sve što imam od tebe    | Dino Merlin | Dino Merlin |
| 4    | Ne plači mati                     | Dino Merlin | Dino Merlin |
| 5    | Nešto lijepo treba da se desi     | Dino Merlin | Dino Merlin |
| 6    | Kad zamirišu jorgovani            | Dino Merlin | Dino Merlin |
| 7    | Danas sam OK                      | Dino Merlin | Dino Merlin |
| 8    | Je l' Sarajevo gdje je nekad bilo | Dino Merlin | Dino Merlin |